# Vale Real
Vale Real este un oraș în Rio Grande do Sul (RS), Brazilia.